# حکومت اشرافی (فیلم)
«حکومت اشرافی» (انگلیسی: Aristocracy) یک فیلم درام آمریکایی است که در سال ۱۹۱۴ منتشر شد.